# Gordon Sigurjonsson
Guðmundur «Gordon» Sigurjónsson Hofdal (15 de abril de 1883-14 de enero de 1967) fue un atleta, entrenador deportivo y luchador islandés. Formó parte de un grupo de islandeses que exhibieron el arte marcial conocido como Glima en los Juegos Olímpicos de verano de 1908. Más tarde fue entrenador de los Winnipeg Falcons canadienses, que ganaron la primera medalla de oro en hockey sobre hielo en los Juegos Olímpicos de verano de 1920.
Luego de un juicio que recibió gran cubertura mediática en 1924, fue sentenciado a ocho meses de prisión por tener relaciones sexuales con otros hombres, en el caso más antiguo del que se tenga registro de una condena bajo la sección 178 del Código Penal, que prohibía las relaciones entre personas del mismo sexo en el país. Sigurjónsson recibió un indulto en 1935 y la sección 178 fue derogada en 1940.

## Biografía

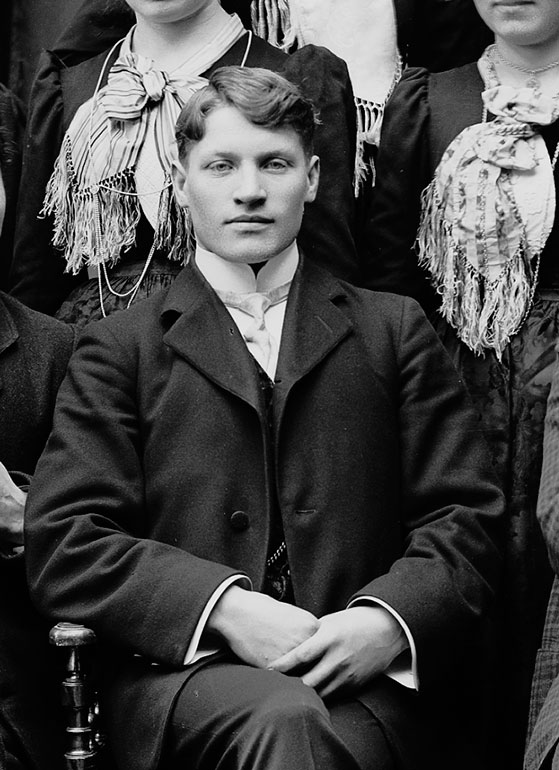
Gordon Sigurjonsson en 1905.

Guðmundur nació en Litluströnd, en Mývatn, el 15 de abril de 1883, hijo de Friðfinna Davíðsdóttir y Sigurjón Guðmundsson. Fue el segundo más joven de 10 hijos. Después de crecer en la pobreza, se mudó a Reykjavík en 1905, a la edad de 22 años. Allí comenzó a entrenar Glima, un estilo de lucha islandesa, que dominó rápidamente. El 2 de agosto de 1907, participó en el Konungsglíman (en español: La lucha del rey) en Þingvellir, una competencia de Glima en honor a la visita del rey Federico VIII de Dinamarca a Islandia. Fue uno de los siete islandeses que exhibieron Glima en los Juegos Olímpicos de verano de 1908.
Los rumores sobre la homosexualidad de Sigurjonsson eran comunes desde su época como deportista, como dejó ver un comentario jocoso durante su participación en Londres que indicaba que la razón por la que Sigurjonsson había ido adelante del grupo llevando la bandera de Islandia era porque nadie quería tenerlo atrás.

### Años en Canadá
Después de estudiar entrenamiento deportivo y terapia en Inglaterra, se mudó a Winnipeg, Canadá, en 1914, donde aprendió lucha grecorromana y hockey sobre hielo. Sirvió en el ejército canadiense de 1916 a 1919, convirtiéndose en sargento en el 27º Batallón de la Fuerza Expedicionaria Canadiense durante la Primera Guerra Mundial. En 1920, fue el entrenador de los Halcones de Winnipeg cuando ganaron la medalla de oro en hockey sobre hielo para Canadá en los Juegos Olímpicos de verano de 1920.

### Regreso a Islandia y encarcelamiento
Regresó a Islandia en 1920 y se convirtió en un conocido entrenador de Glima y atletismo. Fue miembro de la Orden Independiente de los Buenos Templarios y un firme creyente en la abstinencia del alcohol y las drogas. En enero de 1924, Guðmundur fue acusado ante la policía por un hombre llamado Steindór Sigurðsson, por supuestos malos tratos a pacientes en Litli-Kleppur, un hospital psiquiátrico donde trabajaba Guðmundur, y por tratar de incitarlo a tener relaciones sexuales con él, una violación de la Ley de sodomía islandesa en ese momento. Steindór luego retiró los cargos, alegando que contrabandistas le habían pagado para implicar a Guðmundur en esos delitos, ya que estaba perjudicando sus negocios. No obstante, la investigación policial continuó y el juicio comenzó el 28 de febrero del mismo año con la citación de 14 testigos.
Cinco de los testigos aseveraron haber tenido interacciones de carácter sexual con Sigurjonsson, pero en un principio él negó los hechos y permaneció detenido. Luego de un mes de juicio el caso fue movido a la Corte Distrital de Reykjavík, donde Sigurjonsson continuó negando haber dado malos tratos a los pacientes del hospital, pero aceptó haber tenido relaciones sexuales con hombres durante los 15 a 18 años anteriores. Tres de los testigos afirmaron que los encuentros sexuales con Sigurjonsson habían contado con el consentimiento de ambas partes, mientras quienes habían testificado que Sigurjonsson les había hecho insinuaciones sexuales declararon que las insinuaciones habían terminado luego de que ellos no mostraran interés.
El caso recibió gran cobertura mediática y pasó a ser conocido como el «kynvillumálið» (en español: caso homosexual) en los periódicos locales, que publicaban constantes actualizaciones sobre el mismo.
Guðmundur fue absuelto de malos tratos a pacientes pero fue sentenciado a ocho meses de prisión por tener relaciones sexuales con otros hombres. Cumplió tres meses de la sentencia antes de ser puesto en libertad. Fue la única persona que cumplió una pena de prisión por violar la ley de sodomía de Islandia.
En 1930, Guðmundur comenzó a trabajar nuevamente en el movimiento deportivo. En 1942 comenzó a entrenar Glima en Íþróttafélag Reykjavíkur y en 1948 formó parte del equipo de entrenamiento que siguió a los atletas olímpicos islandeses que compitieron en los Juegos Olímpicos de verano de 1948.
El 8 de agosto de 1935, Sigurjónsson recibió un indulto por iniciativa del primer ministro islandés, Hermann Jónasson, cinco años antes de la derogación de la ley que prohibía las relaciones entre personas del mismo sexo en el país.

### Muerte
Guðmundur murió el 14 de enero de 1967, a la edad de 83 años. Fue enterrado 5 meses después, el 14 de junio, en su parcela familiar cerca de Mývatn.